# Mother Earth (czasopismo)
Mother Earth – amerykańskie czasopismo anarchistyczne, które określało się jako „miesięcznik poświęcony naukom społecznym i literaturze” (ang. „A Monthly Magazine Devoted to Social Science and Literature”). Założone na początku 1906 i początkowo redagowane przez Emmę Goldman publikowało artykuły współczesnych działaczy i pisarzy z Europy i USA, a także eseje postaci historycznych.

## Historia
Emma Goldman, znana działaczka anarchistyczna w Stanach Zjednoczonych, była pierwszą redaktorką magazynu, który to założyła na początku 1906. Chciała mieć alternatywny sposób dotarcia do ludzi, będąc zmęczona swoimi trasami oratorskimi po całym kraju. Aleksander Berkman, inny znany anarchista i jej wieloletni przyjaciel, przejął funkcję redaktora w 1907, rok po tym jak został zwolniony z więzienia. Funkcję tę pełnił do 1915. W czasopiśmie publikowano dłuższe artykuły amerykańskich oraz europejskich pisarzy i aktywistów na różne tematy, włączając w to ruch anarchistyczny, pracowniczy, edukację, literaturę, sztukę, kontrolę państwa i rządu, emancypację kobiet i wolność seksualną. „Mother Earth” promowano ideę kontroli urodzeń. Prenumeratorzy i zwolennicy tworzyli „who is who” radykalnej lewicy w Stanach Zjednoczonych w latach poprzedzających 1920. W Chicago jednym z dystrybutorów pisma była przyjaciółka Goldman, Eva Kotchever, która założyła później słynny klub lesbijski Eve's Hangout w Nowym Jorku.
W 1917 na łamach „Mother Earth” zaczęto wzywać do sprzeciwu wobec przystąpienia USA do I wojny światowej, a w szczególności do odmowy rejestracji mężczyzn do poboru wojskowego lub poddania się poborowi. 15 czerwca 1917 Kongres uchwalił ustawę o szpiegostwie (Espionage Act). Przewidywała ona kary za akty ingerencji w politykę zagraniczną USA i szpiegostwo. Zezwalała na wysokie grzywny i kary więzienia do 20 lat dla każdego, kto utrudniał pobór do wojska lub zachęcał do „nielojalności” wobec rządu USA. Po tym, jak Goldman i Berkman nadal opowiadali się przeciwko poborowi do wojska, redakcje Goldman zostały dokładnie przeszukane przez agentów Departamentu Sprawiedliwości, którzy zarekwirowali tomy akt i szczegółowe listy subskrypcji dot. „Mother Earth”, wraz z czasopismem Berkmana „The Blast”.
W komunikacie prasowym Departamentu Sprawiedliwości USA oznajmiono:

Przejęto ogromną ilość anarchistycznych dokumentów i materiałów propagandowych, a wśród nich znajduje się to, co uważa się za kompletny rejestr przyjaciół anarchizmu w Stanach Zjednoczonych. Znaleziono wspaniale prowadzony indeks kart, który, jak sądzą agenci federalni, znacznie ułatwi im zadanie identyfikacji osób wymienionych w różnych księgach i dokumentach. Przejęto również listy prenumeratorów Mother Earth i The Blast, które zawierają 10 000 nazwisk.

„Mother Earth” pozostawała w miesięcznym obiegu do sierpnia 1917. Berkman i Goldman zostali uznani za winnych złamania Espionage Act, ponieważ zachęcali mężczyzn do oporu przeciwko poborowi do wojska. Sąd odebrał obywatelstwo Goldman po odebraniu obywatelstwa jej mężowi, Kershnerowi. Wraz z 258 innymi osobami, Goldman i Berkman zostali deportowani do Związku Radzieckiego na jednym statku w 1919.

## Autorzy i autorki
Pismo publikowało artykuły czy też utwory literackie m.in. następujących autorów i autorek:
Leonard D. Abbott, Margaret Caroline Anderson, Max Baginski, Aleksander Berkman, Maxwell Bodenheim, Bayard Boyesen, Georg Brandes, Louise Bryant, Voltairine de Cleyre, John R. Coryell, Julia May Courtney, Padraic Colum, Floyd Dell, Mabel Dodge, Will Durant, Francisco Ferrer Guardia, Ricardo Flores Magón, William Z. Foster, Emma Goldman, Maksim Gorki (tłumaczony przez Alice Stone Blackwell i S. Persky), Margaret Grant (w rzeczywistości pseudonim Johna R. Coryella), Martha Gruening, Bolton Hall, Sadakichi Hartmann, Hippolyte Havel, Ben Hecht, Robert Henri, C. L. James, Harry Kelly, Harry Kemp, Piotr Kropotkin, Errico Malatesta, Max Nettlau, Eugene O'Neill (niepodpisana), Robert Allerton Parker, Charles Robert Plunkett, Robert Lonzo, Élisée Reclus, Ben Reitman, Lola Ridge, Rudolf Rocker, Morris Rosenfeld, Margaret Sanger, Theodore Schroeder, Lew Tołstoj, Ross Winn, Adolf Wolff, Charles Erskine Scott Wood.
Okładki tworzyli m.in.: Jules-Félix Grandjouan, Manuel Komroff, Robert Minor, Man Ray, Adolf Wolff.